# Abiola Babes
El Abiola Babes fue un equipo de fútbol de Nigeria que alguna vez jugó en la Liga Premier de Nigeria, la liga de fútbol más importante del país.

## Historia
Fue fundado en la ciudad de Abeokuta por su propietario Moshood Abiola, y logró el ascenso a la máxima categoría en el año 1984, en la que quedó en cuarto lugar en la liga y semifinalista en el torneo de copa.
Nunca llegaron a ganar el título de liga, pero ganaron el torneo de copa en 2 ocasiones en 4 finales que jugó, ambas finales que perdió fueron ante el Leventis United. A nivel internacional participaron en 2 torneos continentales, donde su mejor participación fue alcanzar las semifinales de la Recopa Africana 1987, donde fue eliminado por el Espérance de Túnez.
En mayo del año 2000 reformaron al club, pero al año siguiente desapareció por problemas de fondos, siendo su último partido en la Copa Desafió ante el NIPOST FC.

## Palmarés
- Copa de Nigeria: 2

1985, 1987
- - Finalista: 2

1984, 1986

## Participación en competiciones de la CAF
| Temporada | Torneo          | Ronda            | Club               | Casa  | Visita | Global      |
| --------- | --------------- | ---------------- | ------------------ | ----- | ------ | ----------- |
| 1986      | Recopa Africana | 1                | Dragons de l'Ouémé | w.o.1 | 0-2    | 0-2         |
| 1987      | Recopa Africana | 1                | CD Elá Nguema      |       |        | w.o.2       |
| 1987      | Recopa Africana | 2                | ASEC Mimosas       | 2-0   | 0-2    | 2-2 (4-2 p) |
| 1987      | Recopa Africana | Cuartos de final | Nchanga Rangers    | 2-1   | 1-1    | 3-2         |
| 1987      | Recopa Africana | Semifinales      | Espérance          | 1-0   | 0-2    | 1-2         |

1- El partido de vuelta fue abandonado por ambos equipos por haber sido descalificados; El Dragons por alinear a un jugador inelegible para el torneo y el Abiola por la invasión de sus aficionados al terreno de juego. 
2- El CD Elá Nguema abandonó el torneo.

## Jugadores destacados
| - Wilfred Agbonavbare - Toyin Ayinla - Dominic Iorfa | - Muda Lawal - Best Ogedegbe | - Yisa Sofoluwe - Rashidi Yekini |